# Adolphe Thiers
Louis Adolphe Thiers (Marseille, 16. travnja 1797. – Saint-Germain-en-Laye, 3. rujna 1877.) bio je francuski državnik i povjesničar, prvi predsjednik Treće republike (1871. – 1873.). Kao šef versajske vlade 1871. u krvi je ugušio Parišku komunu ("Krvava nedelja").
Član Francuske akademije postao je 1833., a na poziciji br. 38. bio je u periodu 1833. – 1877.

## Vanjske poveznice
- Site listing links to the Third Republic
- Page on history of French flags with brief outline of formation of the Third Republic
- Djela Adolphe Thiers na Projekt Gutenbergu